# 塩こしょう入れ博物館
塩こしょう入れ博物館（しおこしょういれはくぶつかん、Museum of Salt and Pepper Shakers）は、アメリカ合衆国テネシー州ガトリンバーグにある、世界中から集められた20,000組以上の塩コショウ入れが展示されている博物館である。
スペインのアリカンテにあるエル・カステル・デ・グアダレストにも姉妹博物館があり、異なる20,000組の塩コショウ入れが展示されている。

## 解説
この博物館はベルギーの考古学者であるアンドレア・ルーデンが2002年に設立した。彼女が掲げた目標は、日用品を無数の形や素材に作り上げたすべてのアーティストの創造性を示すことであった。

## 歴史
アンドレアは1984年にペッパーミルの収集を開始し、すぐに塩コショウ入れ中心で集めるようになった。 2002年にテネシー州コスビーに博物館を開館し、2005年に同州ガトリンバーグのワイナリー・スクエアに移転した。 Food Networkの番組によると、2005年時点で20,000人以上がこの博物館を訪れていた。
2010年5月、アンドレアはスペインのアリカンテにあるエル・カステル・デ・グアダレストに姉妹博物館「Museo de Saleros y Pimenteros (スペイン語で同義)」を開設した。

## 組織と目的
展示物は、クリスマス、プラスチック、アメリカーナ、アーミッシュ、木材、野菜、輸送、シェフ、食品、飲み物、鶏、牛、猫と犬、野生動物、海洋、文字、お土産、アジアン、ガラス、金属、デルフトのといったカテゴリで分けられ、シェイカーも素材と色で整理されている。特定のセットに複数の色がある場合は、すべての可能性を示すために含まれている。
モートン・ソルトに特化したセクションがあり、塩が凝集しないようにするモートンの発明のおかげで塩コショウ入れが開発されたかを説明している。塩胡椒入れが登場する前、塩はソルトセラーに保管されており、これもコレクションに展示されている。博物館には、1500個以上のペッパーミルも添乗されている。
博物館には娯楽と教育の両方の目的があり、ルーデン自身が、「私の努力は、20年代、40年代、60年代の方々に文明がどのように変化するかを示すことです。塩コショウ入れを通してそれを見ることができます」と言ったように、美術館には、美術を学ぶ学生だけでなく、ホーム スクールの学生もよく訪れている。博物館には犬も入ることができる。 
博物館は塩胡椒入れの穴の数についての相談によく乗っている。